# ER200
ER200 je bil sovjetski električni vlak, ki so ga zgradili v tovarni Rīgas Vagonbūves Rūpnīca v Rigi, Latvija. Načrtovanje se je začelo leta 1974, v uporabo je vstopil leta 1984. 
ER200 je bil izvedbe EMU, poganjali so ga trakcijski motorji na enosmerni tok. Največja hitrost je bila okrog 200 km/h. Širina železnic je bila 1520 mm. Teža 6-vagonskega vlaka je bil 327,4 tone, 14-vagonskega pa 787,4 tone. 6-vagonski vlak je imel inštalirano moč 3840 kW (5150 KM), 14- vagonski pa 11520 kW (15450 KM).